# Хуан Аргот
Хуан Аргот (06. јануара 1907 — 13. септембра 1990) био је боливијски фудбалер који је играо као везни играч клуба Рацин Оруро и Клуб Боливар.

## Каријера
Током каријере имао је један наступ за репрезентацију Боливије на ФИФА-ином светском купу 1930. године. Каријеру у клупском фудбалу провео је у клубу Боливар између 1929. и 1931. године 